# Canoagem nos Jogos Olímpicos de Verão de 2016 - K-4 500 m feminino

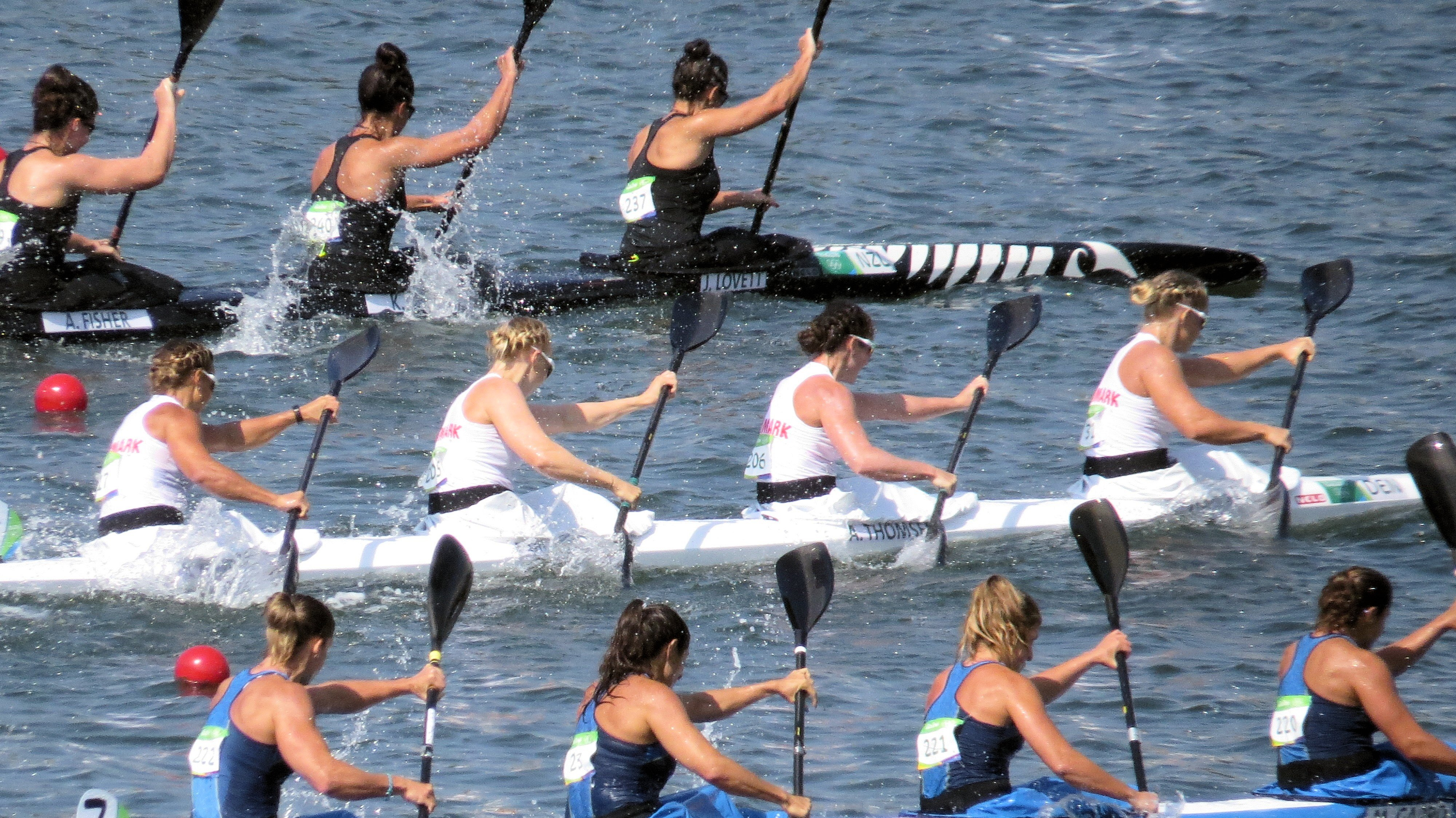
Disputa da primeira bateria da semifinal.

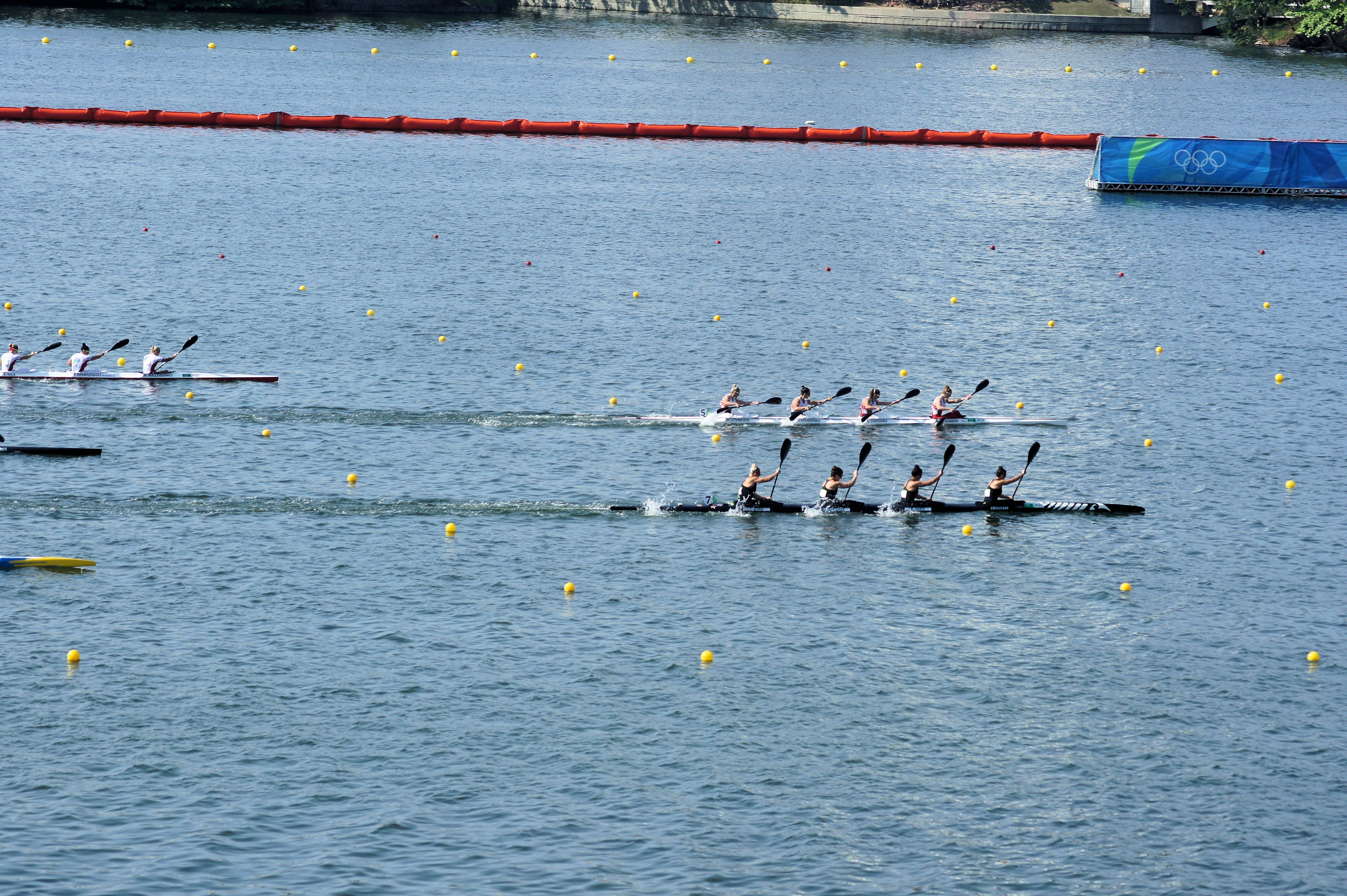
Barcos da Nova Zelândia e da Bielorrússia liderando durante as eliminatórias.

A competição do K-4 500 m feminino da canoagem nos Jogos Olímpicos de Verão de 2016 realizou-se nos dias 19 (provas eliminatórias e semifinais) e 20 de agosto (finais), no Estádio da Lagoa.

## Calendário
Horário local (UTC-3)
| Dia          | Horário | Fase          |
| ------------ | ------- | ------------- |
| 19 de agosto | 09:37   | Eliminatórias |
| 19 de agosto | 10:37   | Semifinal     |
| 20 de agosto | 09:40   | Final         |

## Medalhistas
|  | HUN Hungria                                                  |  | GER Alemanha                                                   |  | BLR Bielorrússia                                                       |
|  | Gabriella Szabó Danuta Kozák Tamara Csipes Krisztina Fazekas |  | Sabrina Hering Franziska Weber Steffi Kriegerstein Tina Dietze |  | Marharyta Makhneva Nadzeya Liapeshka Volha Khudzenka Maryna Litvinchuk |

## Resultados

### Eliminatórias
As melhores canoístas de cada bateria avança para a final A, os demais disputam as semifinais.

#### Bateria 1
| Pos. | Canoísta                                                                | CON               | Tempo    | Notas |
| ---- | ----------------------------------------------------------------------- | ----------------- | -------- | ----- |
| 1    | Marharyta Makhneva Nadzeya Liapeshka Volha Khudzenka Maryna Litvinchuk  | BLR Bielorrússia  | 1:30.320 | FA    |
| 2    | Marta Walczykiewicz Edyta Dzieniszewska Karolina Naja Beata Mikołajczyk | POL Polônia       | 1:33.020 | SF    |
| 3    | Jaimee Lovett Kayla Imrie Aimee Fisher Caitlin Ryan                     | NZL Nova Zelândia | 1:33.782 | SF    |
| 4    | Inna Klinova Irina Podoinikova Natalya Sergeyeva Zoya Ananchenko        | KAZ Cazaquistão   | 1:36.127 | SF    |
| 5    | Jessica Walker Rachel Cawthorn Rebii Simon Louisa Gurski                | GBR Grã-Bretanha  | 1:36.853 | SF    |
| 6    | Manon Hostens Amandine Lhote Léa Jamelot Sarah Troël                    | FRA França        | 1:37.038 | SF    |
| 7    | Magdalena Garro Brenda Rojas Sabrina Ameghino Alexandra Keresztesi      | ARG Argentina     | 1:37.645 | SF    |

#### Bateria 2
| Pos. | Canoísta                                                                 | CON           | Tempo    | Notas |
| ---- | ------------------------------------------------------------------------ | ------------- | -------- | ----- |
| 1    | Gabriella Szabó Danuta Kozák Tamara Csipes Krisztina Fazekas             | HUN Hungria   | 1:29.497 | FA    |
| 2    | Mariya Povkh Svitlana Akhadova Anastasia Todorova Inna Hryshchun         | UKR Ucrânia   | 1:31.727 | SF    |
| 3    | Sabrina Hering Franziska Weber Steffi Kriegerstein Tina Dietze           | GER Alemanha  | 1:33.185 | SF    |
| 4    | Andréanne Langlois Émilie Fournel Genevieve Orton Kathleen Fraser        | CAN Canadá    | 1:34.269 | SF    |
| 5    | Emma Jørgensen Amalie Thomsen Ida Villumsen Henriette Engel Hansen       | DEN Dinamarca | 1:36.675 | SF    |
| 6    | Ren Wenjun Ma Qing Li Yue Liu Haiping                                    | CHN China     | 1:38.730 | SF    |
| 7    | Nikolina Moldovan Milica Starović Dalma Ružičić-Benedek Olivera Moldovan | SRB Sérvia    | 1:39.316 | SF    |

### Semifinal
Os três melhores barcos de cada grupo avançam para a final A, o restante disputa a final B.

#### Semifinal 1
| Pos. | Canoísta                                                           | CON               | Tempo    | Notas |
| ---- | ------------------------------------------------------------------ | ----------------- | -------- | ----- |
| 1    | Jaimee Lovett Kayla Imrie Aimee Fisher Caitlin Ryan                | NZL Nova Zelândia | 1:34.778 | FA    |
| 2    | Mariya Povkh Svitlana Akhadova Anastasia Todorova Inna Hryshchun   | UKR Ucrânia       | 1:35.512 | FA    |
| 3    | Emma Jørgensen Amalie Thomsen Ida Villumsen Henriette Engel Hansen | DEN Dinamarca     | 1:36.302 | FA    |
| 4    | Ren Wenjun Ma Qing Li Yue Liu Haiping                              | CHN China         | 1:37.055 | FB    |
| 5    | Inna Klinova Irina Podoinikova Natalya Sergeyeva Zoya Ananchenko   | KAZ Cazaquistão   | 1:37.423 | FB    |
| 6    | Magdalena Garro Brenda Rojas Sabrina Ameghino Alexandra Keresztesi | ARG Argentina     | 1:38.579 | FB    |

#### Semifinal 2
| Pos. | Canoísta                                                                 | CON              | Tempo    | Notas |
| ---- | ------------------------------------------------------------------------ | ---------------- | -------- | ----- |
| 1    | Sabrina Hering Franziska Weber Steffi Kriegerstein Tina Dietze           | GER Alemanha     | 1:34.710 | FA    |
| 2    | Andréanne Langlois Émilie Fournel Genevieve Orton Kathleen Fraser        | CAN Canadá       | 1:36.254 | FA    |
| 2    | Jessica Walker Rachel Cawthorn Rebii Simon Louisa Gurski                 | GBR Grã-Bretanha | 1:36.254 | FA    |
| 4    | Marta Walczykiewicz Edyta Dzieniszewska Karolina Naja Beata Mikołajczyk  | POL Polônia      | 1:36.532 | FB    |
| 5    | Nikolina Moldovan Milica Starović Dalma Ružičić-Benedek Olivera Moldovan | SRB Sérvia       | 1:38.398 | FB    |
| 6    | Manon Hostens Amandine Lhote Léa Jamelot Sarah Troël                     | FRA França       | 1:39.069 | FB    |

### Final

#### Final B
| Pos. | Canoísta                                                                 | CON             | Tempo    |
| ---- | ------------------------------------------------------------------------ | --------------- | -------- |
| 9    | Marta Walczykiewicz Edyta Dzieniszewska Karolina Naja Beata Mikołajczyk  | POL Polônia     | 1:37.658 |
| 10   | Inna Klinova Irina Podoinikova Natalya Sergeyeva Zoya Ananchenko         | KAZ Cazaquistão | 1:39.419 |
| 11   | Ren Wenjun Ma Qing Li Yue Liu Haiping                                    | CHN China       | 1:40.071 |
| 12   | Manon Hostens Amandine Lhote Léa Jamelot Sarah Troël                     | FRA França      | 1:41.069 |
| 13   | Magdalena Garro Brenda Rojas Sabrina Ameghino Alexandra Keresztesi       | ARG Argentina   | 1:41.394 |
| 14   | Nikolina Moldovan Milica Starović Dalma Ružičić-Benedek Olivera Moldovan | SRB Sérvia      | 1:42.818 |

#### Final A
| Pos.              | Canoísta                                                               | CON               | Tempo    |
| ----------------- | ---------------------------------------------------------------------- | ----------------- | -------- |
| Medalha de ouro   | Gabriella Szabó Danuta Kozák Tamara Csipes Krisztina Fazekas           | HUN Hungria       | 1:34.482 |
| Medalha de prata  | Sabrina Hering Franziska Weber Steffi Kriegerstein Tina Dietze         | GER Alemanha      | 1:35.383 |
| Medalha de bronze | Marharyta Makhneva Nadzeya Liapeshka Volha Khudzenka Maryna Litvinchuk | BLR Bielorrússia  | 1:36.908 |
| 4                 | Mariya Povkh Svitlana Akhadova Anastasia Todorova Inna Hryshchun       | UKR Ucrânia       | 1:37.214 |
| 5                 | Jaimee Lovett Kayla Imrie Aimee Fisher Caitlin Ryan                    | NZL Nova Zelândia | 1:38.198 |
| 6                 | Emma Jørgensen Amalie Thomsen Ida Villumsen Henriette Engel Hansen     | DEN Dinamarca     | 1:39.057 |
| 7                 | Jessica Walker Rachel Cawthorn Rebii Simon Louisa Gurski               | GBR Grã-Bretanha  | 1:40.043 |
| 8                 | Andréanne Langlois Émilie Fournel Genevieve Orton Kathleen Fraser      | CAN Canadá        | 1:40.733 |